# パク・クンテ
パク・クンテ（박근태、1972年 - ）は、韓国の作曲家。韓国では数々のヒット曲を生み出したヒットメーカーとして知られている。2005年にビーイングと10億ウォンで契約し、日本の有名歌手の作曲やプロデュースを手掛ける。韓国出身の作曲家として日本のレーベルと契約した最初の人物である。

## 代表曲
- 100目の出会い（RooRa）
- 幸せな私を（Eco）
- Look(TO-YA)
- 男の生きる道(Sechs Kies)
- 時間が経った後（t）
- 警告(TASHANNIE)
- Tell Me Tell Me(S#arp)
- 僕たちは結構似合ってる（ソン・シギョン）
- Anymotion（イ・ヒョリ・エリック）
- あなたが本当に好き(Jewelry)
- スーパースター（Jewelry）
- ワン・モア・タイム（Jewelry）※編曲